# Bordado (cuento de Ray Bradbury)
Bordado (título original en inglés: Embroidery) es un cuento del escritor estadounidense Ray Bradbury publicado originalmente en la revista Marvel Science Fiction en noviembre de 1951.
Fue incluido en su antología de cuentos Las doradas manzanas del sol (1953), Twice 22 (1966) y The Stories of Ray Bradbury 	(1980).

## Argumento
Tres mujeres bordan juntas en el porche y recuerdan todo lo que sus manos han hecho y deshecho a lo largo de sus vidas. Aún quedan diez minutos para que ocurra algo ya anunciado de imprevisibles consecuencias.